# シュタイナー・クラウセン
シュタイナー・クラウセン（Steinar Klausen、1982年4月16日-)は、ノルウェーの男子バドミントン選手。
ノルウェーの国内選手権ではシングルスで2007年から4連覇、ダブルスではエリク・ランドールとともに2006年から5連覇を達成している。2009年にはニューデリーでの世界バドミントン選手権大会に出場している。
| スタブアイコン | サブスタブ | この項目は、まだ閲覧者の調べものの参照としては役立たない、スポーツ関係者に関連した書きかけの項目です。この項目を加筆・訂正などしてくださる協力者を求めています（P:スポーツ/PJ:スポーツ人物伝）。 |